# Eugen Lovinescu
Eugen Lovinescu (ur. 31 października 1881 w Fălticeni, zm. 16 lipca 1943 w Bukareszcie) był rumuńskim historykiem literatury, krytykiem literackim i powieściopisarzem. W 1919 roku założył klub literacki Sburătorul.
Pisał polemiki w obronie modernizmu, prace z zakresu historii rumuńskiej literatury współczesnej, powieści i pamiętniki. Tworzył także przekłady.